# 宋淇
宋淇（1919年5月31日—1996年12月3日），原名宋奇，又名宋悌芬（Stephen Soong），筆名林以亮，浙江吳興人，文藝評論家和翻譯家。戲劇家宋春舫之子。任職文化界和電影界，對文學批評、翻譯、《紅樓夢》均有心得。

## 生平
1936年進入燕京大學西語系。1937年“七七事变”之后，奉父命去上海避战，恰逢“八一三”事变，辗转求学于内地，最终经香港回上海租界内大学借读。1938年春，进入光华大学（今华东师范大学）英文系，与夏济安、柳存仁等成为同学。1939年，重回燕京大学，次年以名誉文学士畢業，後留校擔任西語系主任助教。三十至四十年代，曾在上海從事話劇工作，編寫過《皆大歡喜》等名劇，並曾領導有名的金都劇團。1949年5月移居香港，1952至53年間出任香港美國新聞處書籍翻譯項目主編。曾用林以亮的筆名，發表過不少文章，其後輯錄成《林以亮佚文集》等著作。1955年受聘為國際影片發行公司（後改組為國際電影懋業有限公司〔簡稱電懋〕）劇本編審委員會四位編審人之一，張愛玲就是由他介紹為電懋寫劇本的。宋淇與夏志清、張愛玲、錢鍾書、傅雷等人有深交，夏志清最初讀張愛玲、錢鍾書的作品是宋淇所推薦的。他在電懋亦編過《南北和》（1961）、《有口難言》（1962）等劇本。1958年轉任電懋製片部主任，由他負責製作的名片有《空中小姐》（1959）、《野玫瑰之戀》（1960）等。1965年加盟邵氏兄弟（香港）有限公司，出任編審委員會主任。1968年開始，受聘於香港中文大學，任校長特別助理，兼任該校的翻譯研究中心主任。1995年，張愛玲在洛杉磯公寓去世，遺物則交由宋淇、鄺文美夫婦保管。
1996年12月3日病逝於香港。

## 著作
宋淇一生著譯極富，有《昨日今日》、《更上一層樓》、《林以亮詩話》、《林以亮論翻譯》、《〈紅樓夢〉西游記——細評〈紅樓夢〉新英譯》、《文學與翻譯》、《张爱玲往来书信集：（I）紙短情長＋（II）書不盡言》、《張愛玲私語錄》。
香港中文大學學生會會歌是宋淇作词。

## 翻譯
宋淇翻譯了不少西洋文學作品，以下引用他所譯19世紀法國作家皮埃爾．路易斯的散文詩為例子：
蘆笛
　　在杜鵑花生日那一天，他送給我一枝蘆笛，是用切得很細的蘆葉做成的，用白蠟給連接起來，在我的咀唇上是如此的甜美，像蜜。
　　他把我放在他的膝上，教我如何吹奏，可是我卻有一點顫抖。他在我吹完之後吹奏，聲音是那麼的輕柔，連我都幾乎聽不見。
　　我們彼此之間沒有甚麼話可說，雖然我們是那麼的貼近；可是我們的歌聲卻互相應和，而我們的咀唇也輪流地和蘆笛接觸。
　　天晚了，那和夜晚一起出現的青蛙已經在歌唱了。我的母親永遠不會相信我逗留得那麼久，是為了尋找那失去的腰帶。

## 家庭
宋淇妻子鄺文美為翻譯家、英語專家鄺富灼之長女。宋淇長子宋以朗是香港知名網志東南西北（zonaeuropa.com）的創立人。